# Manuela Margarido
Maria Manuela Conceição Carvalho Margarido, kurz meist Manuela Margarido, (* 11. September 1925 auf der Roça Olímpia, Ilha do Príncipe, portugiesische Überseekolonie São Tomé und Príncipe; † 10. März 2007 in Lissabon, Portugal) war eine são-toméische Dichterin, Widerstandskämpferin und Diplomatin.

## Leben

### Jugend und Ausbildung
Manuela Carvalho wurde am 11. September 1925 auf dem Landgut Olímpia (Roça Olímpia) der Insel Príncipe geboren, die damals zu den Überseeprovinzen des portugiesischen Kolonialreichs gehörte. Ihr Vater, David Guedes de Carvalho, war ein jüdischer Portugiese, der aus Porto stammte und auf der Insel als Richter arbeitete; ihre Mutter war Lehrerin angolanisch-goa-portugiesischer Herkunft. Carvalho fuhr bereits in jungen Jahren regelmäßig nach Portugal und wurde dementsprechend auf Portugiesisch erzogen. Sie besuchte zunächst eine Franziskaner-Schule im nordportugiesischen Valença und später das Colégio do Sagrado Coração de Maria in Lissabon.

### Antikoloniales Engagement
Schon früh begann sie ihrer antikolonialen Haltung Ausdruck zu verleihen und kritisierte öffentlich das Massaker von Batepá auf São Tomé und Príncipe im Jahr 1953, das nachträglich zu einem nationalen Bewusstsein der Inselbevölkerung führte. Carvalho kehrte für kurze Zeit zurück auf die Insel, musste jedoch aufgrund einer Krankheit zurück nach Kontinentalportugal, um sich dort zu erholen. Sie verblieb daraufhin in Lissabon, wo sie Alfredo Margarido heiratete, den Namen Margarido annahm und Kinder bekam.
Margarido besuchte regelmäßig die Casa dos Estudantes do Império, ein vom portugiesischen Staat gegründetes Studierendenhaus für lusoafrikanische Studierende, das sich zu einer Keimzelle der Befreiungsbewegungen in den afrikanischen Kolonien Portugals entwickelte. Sie traf dort auf viele Gleichgesinnte, mit denen sie sich über die „Befreiung Afrikas“ austauschte. Auch organisierte sie mit ihrem Ehemann Alfredo Margarido sowie Edmundo Bettencourt, Cândido da Costa Pinto und Manuel de Castro Gesprächsrunden, um sich über den portugiesischen Kolonialismus auszutauschen. In dieser Zeit schrieb sie auch zahlreiche antikoloniale Gedichte, besonders mit starkem Heimatbezug, für die sie besonders bekannt wurde.

### Exil in Paris
Mit dem Beginn des Portugiesischen Kolonialkriegs in Angola, Mosambik und Guinea-Bissau reagierte die portugiesische Geheimpolizei PIDE mit Verhaftungen und Verboten. Margarido wurde von der Polizei festgenommen und ins PIDE-Gefängnis in Caxias gebracht. Nachdem sie wieder frei gekommen war, ging sie ins Exil nach Paris, wo sie ein Studium der Religionswissenschaften auf Diplom an der École Pratique des Hautes Études absolvierte. Zudem studierte sie Geisteswissenschaften und Filmwissenschaften. Margarido arbeitete zudem als Bibliothekarin und Sekretärin am Institut für luso-brasilianische Studien an der Sorbonne. Auch engagierte sie sich fürs Theater und schrieb für die portugiesische Zeitschrift „Estudos Ultramarinos“.

### Nach 1974
Mit der Nelkenrevolution in Portugal 1974 und der damit absehbaren Unabhängigkeit der portugiesischen Kolonien kehrte Margarido zurück nach São Tomé und Príncipe und engagierte sich als Botschafterin für den Inselstaat. Unter anderem war sie Botschafterin für zehn verschiedene Länder Europas sowie bei verschiedenen internationalen Organisationen wie der UNESCO und der FAO. Später unterstützte sie den portugiesischen Präsidenten Mário Soares als „Beraterin für afrikanische Angelegenheiten“.
Obwohl ihr das Landgut Olímpia, auf dem sie geboren worden war, und das dazugehörige Gelände bis zuletzt gehörte, konnte sie dies nicht nutzen und zog es vor in der portugiesischen Hauptstadt Lissabon zu leben. Dort gehörte sie mit Alda Espírito Santo, Caetano da Costa Alegre und Francisco José Tenreiro zu den bekanntesten Stimmen São Tomé und Príncipes in Portugal.
Margarido starb am 10. März 2007 im Krankenhaus São Francisco Xavier in Lissabon im Alter von 82 Jahren. Die Trauerfeier fand in der Großloge Grande Oriente Lusitano statt.

## Werke
Von Manuela Margarido erschien nur eine Publikation mit dem Titel Alto como o silêncio im Jahr 1957. Des Weiteren veröffentlichte sie zahlreiche Gedichte in den 1960er und 1970er Jahren. Später, in ihrer Zeit in Paris, veröffentlichte sie auch Fachaufsätze über são-toméische Literatura, namentlich über Caetano da Costa Alegre und Francisco José Tenreiro.